# Haliplus blanchardi
Haliplus blanchardi är en skalbaggsart som beskrevs av Roberts 1913. Haliplus blanchardi ingår i släktet Haliplus och familjen vattentrampare. Inga underarter finns listade i Catalogue of Life.